# Memoirs of a Survivor
Memoirs of a Survivor és una pel·lícula britànica de ciència-ficció del 1981 dirigida per David Gladwell, amb algunes escenes filmades a Argyle Street (Norwich). Es va projectar a la secció Un Certain Regard al 34è Festival Internacional de Cinema de Canes. Es basa en la novel·la homònima de Doris Lessing.

## Argument
Després d'un futur proper col·lapse econòmic, Anglaterra queda en ruïnes. D (Julie Christie) de mitjana edat lluita per sobreviure a la ciutat en fallida, on l'electricitat és poc freqüent, el subministrament d'aigua és escàs i la recollida d'escombraries no existeix. Com poques vegades surt del seu apartament, D acull l'adolescent Emily, que li permet compartir l'apartament de D, a canvi de l'ajut de la noia.
Emily aviat comença a enamorar-se de Gerald (Christopher Guard) i deixa a D per instal·lar-se amb Gerald. Gerald opera un improvisat camp de refugiats per als nens orfes i sense llar de la ciutat. D és capaç de veure el fracàs de Gerald mentre que Emily no.
A més. Es posa en dubte l'abast de D sobre la realitat, ja que també pot viatjar en el temps i observar una família d'edat victoriana que residia al mateix apartament. D pot ser testimoni de la història distorsionada de la jove que està al seu càrrec, ja que la nena de l'època victoriana també es diu Emily, tot i que si aquests viatges al passat es produeixen o són una fantasia és la ment de D es deixa sense resposta.

## Repartiment
- Julie Christie - D
- Christopher Guard - Gerald
- Leonie Mellinger - Emily Mary Cartwright
- Debbie Hutchings - June
- Nigel Hawthorne – Pare victorià
- Pat Keen – Mare victoriana
- Georgina Griffiths - Emily victoriana
- Christopher Tsangarides – Fill victoripa
- Mark Dignam – Venedor de diaris
- Alison Dowling - Janet White
- John Franklyn-Robbins - Prof. White
- Rowena Cooper - Mrs. White
- Barbara Hicks – Dona al camp de residus
- John Comer – Home que lliura Emily
- Adrienne Byrne - Maureen

## Recepció
Variety va elogiar l'actuació de Christie, però va afirmar que el baix pressupost dificultava la representació de la ciutat degenerada. Christie va guanyar un Premi Internacional de Cinema Fantàstic Fantasporto a la millor actriu per la seva interpretació. Experiential Conversations afirma que la pel·lícula adopta un enfocament impressionista del material de la novel·la, afirmant que Christie és capaç de portar aquesta curiosa i inquietant pel·lícula. No obstant això, afirmen que l'espectador ha d'abandonar l'intent de comprendre el significat literal de les seqüències victorianes i, en canvi, ha d'acceptar la pel·lícula en general com una peça d'ànim immensament atmosfèrica. Moria va afirmar que això era el que "es podria anomenar amablement una pel·lícula defectuosa". Va elogiar les imatges de la pel·lícula, així com el final i una escena meditadora.